# Pachrophylla laeta
Pachrophylla laeta är en fjärilsart som beskrevs av Philippi 1873. Pachrophylla laeta ingår i släktet Pachrophylla och familjen mätare. Inga underarter finns listade i Catalogue of Life.